# Katherine Moennig
Katherine Sian Moennig (ur. 29 grudnia 1977 w Filadelfii w stanie Pensylwania, USA) – amerykańska aktorka, znana głównie z ról Shane McCutcheon w serialu telewizyjnym stacji Showtime The L Word oraz Jacqueline Pratt w serialu stacji The WB Amerykańskie nastolatki. Posiada korzenie niemieckie i irlandzkie.

## Życiorys
Katherine Moennig urodziła się w Filadelfii jako córka tancerki z Broadwayu Mary Zahn i wytwórcy skrzypiec Williama Moenniga. Jest spokrewniona z aktorkami Blythe Danner i Gwyneth Paltrow.
W roku 1995 przeprowadziła się do Nowego Jorku i podjęła studia w American Academy of Dramatic Arts.
W roku 1999 dostała główna rolę w teledysku zespołu Our Lady Peace do piosenki „Is Anybody Home?”. Jej pierwszą, poważną rolą była rola Jake Pratt w amerykańskim serialu Amerykańskie nastolatki.
Moennig ma na koncie wiele ról lesbijek i związanych z pojęciem transgenderyzmu, które to przyczyniły się do spekulacji na temat orientacji seksualnej aktorki. Moennig odmówiła jednak rozmów na temat swojej seksualności, mówiąc, że w Hollywood prywatność jest świętością.
12 kwietnia 2006 roku aktorka zadebiutowała na scenie Off-Broadway u boku Lee Pace’a w sztuce Petera Morrisa Guardians.
W 2008 roku wcieliła się w rolę Mary Landis, podejrzaną w 19 odcinku 6 serii CSI: Kryminalne zagadki Miami.

## Filmografia
| Rok  | Film                                 | Rola                    | Uwagi                  |
| ---- | ------------------------------------ | ----------------------- | ---------------------- |
| 2000 | The Ice People                       | Wanja Kasczinksy        |                        |
| 2000 | Amerykańskie nastolatki              | Jacqueline „Jake” Pratt | 8 odcinków             |
| 2001 | Slo-Mo                               | Raven                   |                        |
| 2001 | Trudna miłość                        | Debbie                  |                        |
| 2001 | Kroniki portowe                      | Grace Moosup            |                        |
| 2001 | Prawo i porządek                     | Melissa Cobin           | 1 odcinek              |
| 2003 | Prawo i porządek: sekcja specjalna   | Cheryl Avery            | 1 odcinek              |
| 2004 | Invitation to a Suicide              | Eva                     |                        |
| 2004 | Słowo na L                           | Shane McCutcheon        | 70 odcinków, 2004–2009 |
| 2006 | Akademia tajemniczych sztuk pięknych | Candace                 |                        |
| 2008 | CSI: Kryminalne zagadki Miami        | Mary Landis             | 1 odcinek              |
| 2009 | Szpital Three Rivers                 | dr Miranda Foster       | 13 odcinków, 2009–2010 |
| 2009 | Wszyscy mają się dobrze              | Jilly                   |                        |
| 2011 | Prawnik z Lincolna                   | Gloria                  |                        |
| 2012 | Zaginiona                            | Erica Lonsdale          |                        |
| 2013 | Ray Donovan                          | Lena                    | 34 odcinki, 2013–2015  |